# Мертва мова
Ме́ртва мо́ва (також, згасла або зникла мова) — мова, що не має живих носіїв, для яких вона є рідною. Таке трапляється, коли одна мова повністю заміщається іншою, як, наприклад, коптська мова була заміщена арабською, а багато корінних американських мов були витіснені англійською, французькою, іспанською і португальською мовами.
Мова стає мертвою також, якщо вона еволюціює й розвивається в іншу мову або навіть у групу мов. Прикладом такої мови є латинська мова — мертва мова, але є предком сучасних романських мов, староанглійської мови — сучасної англійської.
У деяких випадках мертва мова продовжує використовуватися з науковою і релігійною метою. Таким чином використовуються мови — санскрит, латина, староцерковнослов'янська, коптська, авестійська мова (східна староіранська), старотибетська мова, староефіопська (Геез) та ін.
Іноді мертва мова може знову стати живою (відродження мови), як, наприклад, сталося з івритом чи менською мовою.
Існує тонка межа між мертвими мовами та стародавніми станами живих: так, давньоруська мова, носіїв якої також немає, мертвою не вважається. Різниця в тому, чи перетекла стара форма мови в нову (нові) цілком, чи вони розщепилися і деякий час існували паралельно. Найчастіше літературна мова відривається від розмовної й застигає в якомусь своєму класичному вигляді, майже не змінюючись надалі; коли ж розмовна мова витворює нову літературну форму, стару можна вважати мертвою мовою.

## Список
Серед відомих мертвих мов відомі такі:
- Давньогрецька мова з'явилася в 800-х роках до нашої ери, а зникла за 300 років до нашої ери. Нею написані зокрема класичні давньогрецькі твори Платона, Сократа, Арістотеля, Гомера, Евріпіда.
- Латина. У V ст. до н. е. латинська мова (самоназва Lingua Latina) була однією з багатьох італійських мов, поширених у центральній частині Італії. Нею розмовляли в області Лацій (сучасна назва — Лаціо), а Рим було одним з міст цієї області. Найраніші написи латинською мовою датуються VI ст. до н. е. Латинська мова є важливим культурним явищем сучасного світу, в медицині вона використовується для міжнародної термінології в анатомії, фармакології, а також при складанні рецептів. Сучасний лікар у своїй професійній мові вживає 60 % слів латинського походження. Латина використовується також у сучасній Католицькій церкві, в документаціях Ватикану. Досі латиною пишуться дисертації, диспути, молитви, словники.
- Давньоскандинавська мова з'явилась в 700 році н. е., а зникла в 1300 році н. е. Цією мовою написана збірка германо-скандинавської міфології «Едда» та інші ісландські міфи, вона вважається мовою вікінгів. Нею часто розмовляли в країнах Скандинавії, в Ісландії, на Фарерських островах, в Гренландії, РФ, Франції та Британії. Давньоскандинавська мова є попередницею ісландської мови.
- Єгипетська мова використовувалася жителями Стародавнього Єгипту. Сучасні ж єгиптяни спілкуються арабською мовою, яка вважається офіційною.
- Санскрит. З'явилась за 1500 років до н. е. Зараз використовується у релігійних обрядах, нею написано чимало священних писань індуїзму, джайнізму і буддизму. Вільно санскритом розмовляють переважно священники та жителі древніх поселень.
- Арамейська мова (самоназва — ܐܪܡܝܐ Armāyâ/Ārāmāyâ, ארמית Aramit) належить до семітських мов, і переважно виконувала функцію загальноприйнятої мови на Близькому Сході в період приблизно з VII ст. до н. е. до VII ст. н. е., коли її значною мірою замінила арабська мова. Імперська арамейська мова була основною мовою Перської, Вавилонської та Ассирійської імперій, і поширилася до територій Греції та Індійської цивілізації. Арамейська мова була основною мовою євреїв. У Кумранських рукописах виявлені записи арамейською мовою. Арамейська мова дотепер використовується як мова богослужіння в християнських громадах у Сирії, Лівані та Іраку.
- Коптська мова з'явилася в 100 році н. е., а зникла в 1600 році н. е. Коптською мовою написана вся література ранньої християнської церкви, в тому числі Наг-Хаммаді. Нею виконані відомі гностичні Євангелія.
- Біблійний іврит виник до 900 року до н. е., а зник у 70 році до н. е. Старий заповіт написаний цією мовою.

- Аккадська мова виникла понад 2800 років до н. е., а зникла близько 500 років н. е. Аккадською мовою розмовляли жителі стародавньої Месопотамії. Цією мовою написаний епос про Гільгамеша та Енума Еліш.
- Османська мова використовувалася в Османській імперії, але в 1922 році вона розвалилася та в 1930-х османську мову замінила турецька.